# بطولة أوروبا لكرة الماء للسيدات 1989
بطولة أوروبا لكرة الماء للسيدات 1989 كان الموسم الثالث من بطولة أوروبا لكرة الماء للسيدات، وجرت المنافسات في بون ألمانيا الغربية، ونظمت من قبل الاتحاد الأوروبي للسباحة.

## النتائج
| م       | المنتخب |
| ------- | ------- |
| ذهبية   | هولندا  |
| فضية    | المجر   |
| برونزية | فرنسا   |
| الرابع  | إيطاليا |
| الخامس  | ألمانيا |
| السادس  | النرويج |
| السابع  | اليونان |
| الثامن  | السويد  |
| التاسع  | بلجيكا  |
| العاشر  |         |